# Benjamin West Kilburn
Benjamin West Kilburn (* 10. Dezember 1827 in Littleton (New Hampshire); † 15. Januar 1909 ebenda) war ein US-amerikanischer Photograph und Stereoskopien-Händler.

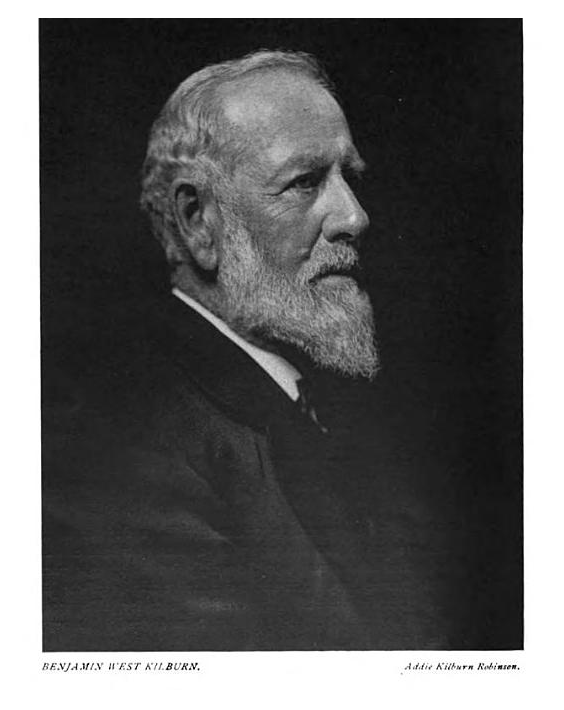
Benjamin W. Kilburn (1827–1909)

## Lebensweg
Benjamin W. Kilburn wurde am 10. Dezember 1827 in Littleton, New Hampshire, als erstes Kind von Josiah und Emily Bonney Kilburn geboren. Sein Vater leitete in Littleton eine Eisenwarenfabrik, die auch Maschinen herstellte. Der Ort liegt am Rande der White Mountains, in denen es schon damals Tourismus gab.
Am 27. Februar 1830 wurde Benjamins jüngerer Bruder William Edward geboren, der Benjamins Geschäftspartner wurde. Die beiden Brüder machten von 1843 bis 1846 eine Lehre in einer metallverarbeitenden Fabrik in Fall River (Massachusetts). Danach kehrten sie nach Littleton zurück und arbeiten im Metall-Betrieb ihres Vaters.
Am 16. November 1853 heirateten Benjamin West Kilburn und Caroline Burnham. Sie hatten eine Tochter namens Elizabeth.
Sein Bruder William Edward Kilburn erlernte Mitte der 1850er Jahre das Photographen-Handwerk von Ora C. Bolton, einem der ersten Photographen in den White Mountains, aus Waterford (Vermont). William Edward betrieb das Photographieren als Zeitvertreib. Er hat Daguerreotypien des Kristallpalastes auf der „Great Exhibition of the Work of Industry of All Nations“ aufgenommen, die zwischen Mai und Oktober 1851 im Hyde Park in London stattfand. Er gründete zunächst eine Streichholzfabrik und verkaufte später Nähmaschinen der Marke Grover and Baker. Am 25. Mai 1857 heirateten Edward Kilburn und Adaline Owen, eine Schullehrerin. Sie hatten eine Tochter namens Emily.
1861 begann der Sezessionskrieg; von 1862 bis 1864 dienten beide Kilburn-Brüder als Soldaten in 13. New-Hampshire-Infanterieregiment, Kompanie D.
Stereoskopie war von der Mitte bis zum Ende des 19. Jahrhunderts weit verbreitet und sehr populär. Im Jahr 1865 gründeten die Kilburn-Brüder ihr Unternehmen namens „Kilburn Brothers“ für stereoskopische Photographien, das zu einem der bekanntesten der Welt werden sollte. Das Unternehmen begann mit Aufnahmen aus den White Mountains, vor allem im Franconia Notch, und von der Gegend um Franconia (New Hampshire). Im Jahr 1909, als die Firma Kilburn ihre Geschäftstätigkeit beendete, hatte sie nahezu 100.000 Glas-Stereo-Negative in ihrem Bestand.
Zunächst war William Edward Kilburn der Hausphotograph der „Kilburn Brothers“, aber schon bald übernahm Benjamin Kilburn diese Aufgabe. Bereits im Jahr 1866, also nur etwa ein Jahr nach Gründung des Unternehmens, wurden die Stereoskopien der Kilburn-Brüder in größeren Teilen der USA verkauft, ab 1867 auch im Ausland. In diesem Jahr bauten die Kilburn-Brüder einen Fabrik mit angeschlossenem Verkaufsladen in der Main Street von Littleton. Die Fabrikation der Stereoskopien erfolgt fließbandartig; in Zehn-Stunden-Schichten von 7 Uhr morgens bis 17 Uhr nachmittags. Im Dezember 1873 bezog die Firma der Gebrüder Kilburn ein neues, größeres Fabrikgebäude an der Cottage Street in Littleton. In dieser Zeit produzierte die Fabrik zwischen 1400 und 1800 Stereophotos pro Tag. Die Anzahl der Beschäftigten schwankte im Laufe der Jahre; im Jahr 1904 wurde der Höchststand mit mehr als 100 Beschäftigten erreicht, in der Mehrzahl Frauen. Das Unternehmen war wirtschaftlich erfolgreich.
Bereits im Jahr 1875, im Alter von 45 Jahren, setze sich Edward Kilburn zur Ruhe. Er legte eine große Obstplantage an und führte Bilder aus dem Sortiment der Kilburn Brothers bei Laterna-Magica-Vorstellungen vor. Er starb 1884, im Alter von 54 Jahren.
Benjamin Kilburn führte das Unternehmen unter dem Namen „B. W. Kilburn Company“ fort.
Unter den Bilderserien der Kilburn Company waren auch Ansichten der Zahnradbahn der Mount Washington Steam Railway Company, deren Bau ab 1866 und Weiterentwicklung Benjamin Kilburn photographisch dokumentierte. Eine Auswahl seiner Bilder erschien am 21. August 1869 in dem Nachrichtenmagazin Harper’s Weekly.
Außer in Neuengland nahm Benjamin Kilburn Stereo-Fotos auch im US-Bundesstaat Virginia sowie in Bermuda, in Mexiko, Kanada und Europa auf. Bei einem einwöchigen Aufenthalt in Berlin nahm er rund 200 stereoskopische Photos dieser Stadt auf. Es gibt Hinweise darauf, dass einige von Kilburns Aufnahmen im Kaiser-Panorama August Fuhrmanns gezeigt wurden.
Kilburn fotografiert die Amtseinführung des US-Präsidenten Grover Cleveland und erwarb das exklusive Recht, Stereo-Photographien von der World’s Columbian Exposition in Chicago des Jahres 1893 und von der California Midwinter Exposition des Jahres 1894 zu verkaufen; der offizielle Ausstellungsfotograf der California Midwinter Exposition für nicht-stereoskopische Aufnahmen war Isaiah West Taber (1830–1912).
Andere populäre Motivserien der „B. W. Kilburn Company“ zeigten die Flutkatastrophe von Johnstown (Pennsylvania) vom 31. Mai 1889, von deren Folgen unter anderem der Photograph Ernest Walter Histed (1862–1947) Aufnahmen gemacht hat, den Boxeraufstand (18. Oktober 1899 bis 7. September 1901), den Burenkrieg (1899–1902) und den Spanisch-Amerikanischen Krieg (23. April bis 12. August 1898).
Seit den 1870er Jahren arbeitete der Photograph Percival Graham für die Kilburn Company; er lieferte zahlreiche Aufnahmen von der Pan-American Exposition in Buffalo, New York (1. Mai bis 2. November 1901). Auch James M. Davis arbeitete als Photograph und im Vertrieb für Benjamin Kilburn. Seinen eigenen Photobestand ergänzte Kilburn durch Zukäufe. So erwarb er im Jahr 1881 eine große Anzahl von Negativen (und dazugehörigen Bildrechten) des Stereoskopien-Anbieters John P. Soule (1828–1904) aus Boston, darunter Ansichten der Niagarafälle und des Yosemite-Nationalparks. Nach dem Tod des Photographen Byron H. Gurnsey im November 1880 verkaufte seine Witwe Delilah Ida Simpson einen großen Teil seiner stereoskopischen Fotografien an die Firma Kilburn.
Stereoskopien aus dem Kilburn-Sortiment („Littleton View Company“) wurden auch von Underwood & Underwood vertrieben.
Die Photographen der Kilburn Company verwendeten unter anderem eine Stereo-Fotokamera von Henry Clay, wie sie zwischen 1892 und 1899 angeboten wurden, und einen Fotoapparat der American Optical Company, die heute als (Sonnen-)Brillenhersteller bekannt ist.

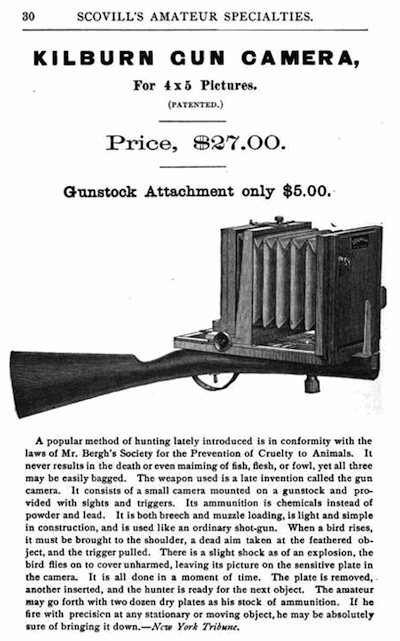
Die patentierte Kilburn Gun Camera

In der Absicht, die unhandlichen und schweren, aber wegen der langen Belichtungszeiten erforderlichen Dreifuß-Stative überflüssig zu machen, entwarf Benjamin West Kilburn eine so genannte gun camera, die auf einen Gewehrschaft montiert war, der an der Schulter des Photographen anlag.
Die Stereoskopien der Kilburn Company wurden im Standard- und im Kabinettformat im Verkaufsraum der Fabrik, in örtlichen Geschäften in Littleton, in bestimmten Hotels und an touristischen Orten wie etwa im Andenkenladen der Mount Washington Railway verkauft. Im Sommer wurden Studenten eingestellt, die die Stereoskopien im Nordosten und Mittleren Westen der USA im Haustürverkauf anboten. Ab 1870 gab die Kilburn Company Kataloge ihres Photosortiments heraus, aus denen auch per Post bestellt werden konnte. Ausgewählte Kilburn-Photos wurden im Jahr 1896 auf der Centennial Exhibition in Philadelphia ausgestellt.
Die Firma Kilburn war die größte Produzentin von Stereoskopien und, mit 45 Jahren Geschäftstätigkeit, auch die langlebigste in den USA.
Der genaue Zeitpunkt, zu dem Benjamin Kilburn sich zur Ruhe gesetzt hat, ist unbekannt. Im Jahr 1901 erlitt er einen Schlaganfall, der ihn bis zu seinem Tode im Jahr 1909 beeinträchtigte. Als die Firma Kilburn im Jahr 1909 ihre Geschäftstätigkeit beendete, umfasste ihr Sortiment annähernd 100.000 Glasnegative für Stereo-Photos.
Im Jahr 1910 kaufte James M. Davis, der zuvor als Photograph und Verkäufer bei Kilburn angestellt gewesen war, deren Negative und Firmenausstattung auf. Er verkaufte sie später an einen großen Konkurrenten der Kilburn-Brüder weiter, nämlich an die Keystone View Company, die Benneville Lloyd Singley (1864–1938) im Jahr 1892 in Meadville (Pennsylvania) gegründet hatte.
Viele von Kilburns Negativen sowie seine Geschäftsbücher werden heute in der Sammlung des California Museum of Photography verwahrt. Auch die öffentliche Stadtbibliothek von Littleton, New Hampshire, archiviert tausende von Kilburns Stereo-Ansichten.